# Mbuti
Mbuti (Bambuti) – lud zamieszkujący Las Równikowy Ituri, w północno-wschodniej Demokratycznej Republice Konga, odłam Pigmejów. Mbuti żyją w stosunkowo niewielkich grupach: od 15 do 60 osób. Przyjmuje się, że w sumie liczą około 30 do 40 tys. osób. Pierwsze wzmianki o „ludziach z drzewa” (jak prawdopodobnie określano właśnie plemię Mbuti) pojawiły się już u starożytnych Egipcjan, ok. 2500 r. p.n.e.
Nie uznają władzy centralnej. Konflikty rozwiązują, dyskutując aż do osiągnięcia kompromisu. W skrajnych przypadkach grupa może skazać kogoś na życie samotnie w lesie przez pewien czas. Gdy upłynie oznaczony termin, wygnaniec może powrócić do grupy.
Mieszkają w wioskach podzielonych na zespoły. Kiedy rozpoczyna się pora sucha, opuszczają wieś i udają się do lasu, przy okazji tworząc szereg obozów. Takie wsie, złożone z małych, okrągłych i bardzo prowizorycznych domów, są samotne i oddalone od innych terenów zamieszkiwanych przez ludzi.
Posiadają ogromną wiedzę o lesie, plonach, żywności. Kraby, skorupiaki, mrówki, larwy, ślimaki, świnie, antylopy, małpy, ryby, miód, jagody, owoce, korzenie i liście to tylko niektóre specjały ich kuchni.
Ich główny rytuał to Molimo – inspirowany przekonaniem o lesie jako centrum życia. Święto to obchodzone jest po takich wydarzeniach, jak np. śmierć w celu odnalezienia równowagi psychicznej. Molimo trwa od jednej do trzech lub czterech nocy. Czas potrzebny do ukończenia tego rytuału nie jest jednak sztywno oznaczony. Molimo to także nazwa trąbki, na której grają w trakcie rytualnego tańca. Tradycyjnie jest ona wykonywana z drewna. Gdy Mbuti jej nie używają, pozostaje schowana w drzewie w lesie.